# 方新 (嘉靖進士)
方新（1518年—？），字德新，號定溪，直隸池州府青陽縣人，軍籍，明朝政治人物。

## 生平
嘉靖二十八年己酉科（1549年）應天府鄉試第三十一名舉人。嘉靖三十五年（1556年）中式丙辰科會試第八名，三甲第二百零一名進士。吏部观政，授行人司行人，四十四年五月选授江西道試监察御史，十月實授。嘉靖四十五年，巡按陕西，上疏论边政弊端，请求皇帝宜随事自责，痛加修省，明世宗怒，被斥为民。明穆宗嗣位，复除江西道御史。隆慶元年（1567年）八月升湖广按察司佥事，二年十月官至湖广右参议。

## 家族
曾祖方志高；祖父方永康；父方仁，監生。前母孫氏；何氏。兄方棻、方懋（舉人）。